# Арена Ботевград
Арена Ботевград е многофункционална спортна зала с капацитет от 4500 седящи места, която може да се използва както за спортни, така и за други събития, които не са свързани със спортни цели – концерти, изложения и др. Залата е собственост на Община Ботевград и се използва от местния баскетболен отбор БК Балкан. Изградена е за по-малко от две години и е официално открита на 29 март 2014 г.

## Характеристики
Арена Ботевград разполага с 4500 седящи места и предоставя терен за републикански и международни спортни събития. В нея ще могат да се практикуват девет вида спорт.
Игралното поле е с размери 24/44 м и е покрито с разглобяем дървен под – Speed Lock S20, лицензиран продукт на лидера в производството на спортни настилки – Tarket, Германия. Разглобяемостта на настилката позволява безопасното използване на залата за събития с неспортен характер като концерти, изложения и други светски събития. Осигурена е възможност да се монтира допълнително сглобяема сцена. Капацитетът при концерти е 2000 седящи места.
Спортното оборудване е производство на една от най-известните в тази област фирми – Schelde, в частност баскетболен кош Super Sam 325 и електронно информационно табло Bodet (Франция). Седалките за трибуните са сгъваеми, от негорима пластмаса, отговарящи на високите изисквания за ергономичност и удобство.
Съоръжението се намира на комуникативно място в града, а основният пешеходен подход се от север, откъм улица „Захари Стоянов“, през площадно пространство с фонтан, алеи с пейки и зелени площи. Сградата е с компактна изчистена форма, развита на четири функционални нива. Kонструкцията ѝ е смесена монолитна, стоманобетонова, скелетна със стоманобетонови шайби.

## Финансиране
Общата инвестиция за изграждането на обекта възлиза на 7,02 млн. лв. Строителството на обекта е финансирано с около 5 млн. лв. собствени средства на община Ботевград и 1,8 млн. лв. от Публичната инвестиционна програма на правителството.